# Саида
Саида (араб. سعيدة‎) — город на северо-западе Алжира, административный центр одноимённого вилайета.

## Географическое положение
Город находится в северо-западной части вилайи, в горной местности Атласа, на высоте 868 метров над уровнем моря.

Саида расположена на расстоянии приблизительно 335 километров к юго-западу от столицы страны Алжира.

## Демография
По данным переписи, на 2008 год население составляло 128 413 человек.
Динамика численности населения города по годам:
| 1977   | 1987   | 1998    | 2008    | 2012    |
| ------ | ------ | ------- | ------- | ------- |
| 53 450 | 81 874 | 115 106 | 128 413 | 141 020 |

## Климат
| Показатель              | Янв. | Фев. | Март | Апр. | Май | Июнь | Июль | Авг. | Сен. | Окт. | Нояб. | Дек. | Год |
| ----------------------- | ---- | ---- | ---- | ---- | --- | ---- | ---- | ---- | ---- | ---- | ----- | ---- | --- |
| Средняя температура, °C | 7    | 8    | 11   | 13   | 17  | 22   | 26   | 26   | 22   | 16   | 12    | 8    | 15  |
| Норма осадков, мм       | 86   | 49   | 45   | 45   | 37  | 8    | 1    | 2    | 16   | 45   | 71    | 87   | 490 |
| Источник: Weatherbas    |      |      |      |      |     |      |      |      |      |      |       |      |     |

## Транспорт
В 3 километрах севернее города расположен небольшой одноимённый аэропорт. Также связана с другими городскими центрами железнодорожным и автомобильным транспортом.

## Экономика
Саида является значимым региональным сельскохозяйственным центром. В окрестностях города выращивают пшеницу, оливки, виноград, а также эспарто. Развито животноводство.